# إرفينغ لانغموير
إرفينغ لانغموير (بالإنجليزية: Irving Langmuir)‏ (Irving Langmuir) هو كيميائي وفيزيائي أمريكي ولد في 31 يناير 1881 في نيو يورك وتوفي في 16 اغسطس 1957 في ماساتشوستس
تخرج في جامعة كولومبيا سنة 1903 حاملا شهادة مهندس مناجم. حصل على الدكتوراه سنة 1906. عاش فترة قصيرة في أوروبا ثم عاد إلى الولايات المتحدة.

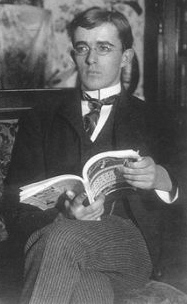
لانجموير ج. 1900

تحصل في سنة 1920 على جائزة رمفورد وفي سنة 1932 على جائزة نوبل في الكيمياء.

## سيرته الذاتية

### طفولته
ولد إرفينغ لانغموير في بروكلين، ولاية نيويورك، في 31 يناير 1881. كان الثالث من بين الأطفال الأربعة لتشارلز لانغموير وسادي (كنيتها قبل الزواج كومينغز). خلال طفولته، شجعه والداه على مراقبة الطبيعة بانتباه والإبقاء على سجل مفصل لملاحظاته المتنوعة. عندما أصبح إيرفينغ في الحادية عشر من عمره، اكتُشف أن بصره ضعيف. عند تصحيح مشكلته، أصبح يرى التفاصيل التي لم يكن قادرًا فيما سبق على ملاحظتها، وازداد اهتمامه بتعقيدات الطبيعة.
تأثر لانغموير خلال طفولته بأخيه الأكبر آرثر لانغموير. كان آرثر باحثًا في الكيمياء شجع أخاه إرفينغ على أن يكون فضوليًّا فيما يخص الطبيعة وكيفية عمل الأشياء. ساعد آرثر إرفينغ في إعداد أول مختبر كيميائي خاص به في ركن من غرفة نومه، وكان سعيدًا بالإجابة على فيض الأسئلة التي يطرحها إرفينغ. شملت هوايات إرفينغ تسلق الجبال، والتزلج، وقيادة طائرته الخاصة، والموسيقا الكلاسيكية. وبالإضافة إلى اهتمامه التخصصي في سياسات الطاقة الذرية، كان يهمه أمر الحفاظ على الحياة البرية.

### تعليمه
درس لانغموير في عدة مدارس ومعاهد في أمريكا وباريس (1892-1895) قبل التخرج من المدرسة الثانوية في أكاديمية تشيستنت هيل (1898)، وهي مدرسة خاصة نخبوية في منطقة تشيستنت هيل الثرية في فيلادلفيا. تخرج بدرجة بكالوريوس في العلوم باختصاص هندسة علم الفلزات (الهندسة الميتالورجية) من مدرسة المناجم التابعة لجامعة كولومبيا في عام 1903. نال درجة الدكتوراه في الفلسفة في عام 1906 بإشراف فريدريش دوليتساليك في غوتينغن، عن بحث أجراه باستخدام «مصباح نيرنست»، وهو مصباح كهربائي اخترعه نيرنست. كان عنوان أطروحة الدكتوراه الخاصة به «عن إعادة الدمج الجزئي للغازات المنحلة خلال التبريد». عمل لاحقًا على أعمال بعد التخرج في الكيمياء. علم لانغموير بعدها في معهد ستيفنز للتكنولوجيا في هوبوكن في ولاية نيوجرسي حتى عام 1909؛ حين بدأ العمل على مختبر أبحاث جينرال إلكتريك (سكينيكتادي، نيويورك).

### أبحاثه
أتت إسهاماته الأولية من دراسته للمصابيح الكهربائية (استمرار لعمله في الدكتوراه). كان التطوير الكبير الأول الذي أجراه تحسين المضخة الانتشارية، والذي قاد في النهاية إلى اختراع أنابيب ترشيح وتضخيم الخلاء المرتفع. اكتشف مع زميله ليوي تونكس بعد سنة إمكانية زيادة عمر عمل أسلاك التنغستن بشكل كبير عن طريق ملء زجاجة المصباح بغاز خامل، كالأرغون، والعامل الحاسم (الذي أهمله الباحثون الآخرون) هو الحاجة إلى نظافة فائقة في كل مراحل العملية. اكتشف أيضًا أن ثني الأسلاك لتصبح وشائع لصيقة يزيد من فعاليتها. كانت هذه تطويرات مهمة في تاريخ المصابيح المتوهجة. بدأ عمله في الكيمياء السطحية عند هذه النقطة، حين اكتشف أن الهدروجين الجزيئي المدخل إلى مصباح أسلاك التنغستن يتفكك إلى هدروجين ذري ويشكل طبقة بسماكة ذرة واحدة على سطح زجاجة المصباح.
كان مساعده في أبحاثه على الأنابيب ابن خاله وليام كومينغز وايت.
مع استمراره في دراسة الأسلاك في الخلاء وفي بيئات غازية مختلفة، بدأ بدراسة انبعاث الجسيمات المشحونة من الأسلاك الساخنة (الانبعاث الأيوني الحراري). كان واحدًا من أوائل العلماء الذين يتعاملون مع البلازما، وأول عالم يدعو هذه الغازات المؤينة بهذا الاسم لأنها كانت تذكره ببلازما الدم (مصورة الدم). اكتشف لانغموير وتونكس أمواج كثافة الإلكترونات في البلازما التي أصبحت تعرف الآن باسم أمواج لانغموير.
قدم مبدأ درجة حرارة الإلكترون في عام 1924 واخترع الطريقة التشخيصية لقياس كل من درجة الحرارة والكثافة بمسبر كهربائي ساكن، أصبح يدعى الآن مسبر لانغموير ويستخدم بشكل شائع في فيزياء البلازما. يقاس تيار طرف المسبر المنحاز كتابع لفرق جهد الانحياز لتحديد درجة حرارة الموضعية للبلازما وكثافتها. اكتشف أيضًا عمليات لحام الهدروجين الذري؛ وهي أول طرق لحام البلازما استخدامًا على الإطلاق. تطور لحام البلازما منذ ذلك الحين ليصبح اللحام الغازي بقوس التنغستن الكهربائي.
نشر في عام 1917 ورقة عن كيمياء أغشية الزيوت أصبحت فيما بعد أساس حصوله على جائزة نوبل في الكيمياء لعام 1932. اقترح لانغموير أن الزيوت التي تتكون من سلسلة أليفاتية بمجموعة نهائية محبة للماء (كالكحول أو الأحماض) كانت تتوجه كغشاء بسماكة جزيء واحد على سطح الماء، بحيث تصبح المجموعة المحبة للماء من جهة الماء والسلاسل الكارهة للماء تتكدس معًا على السطح. سماكة الغشاء يمكن تحديدها بسهولة من الحجم والمساحة المعروفين للزيت، ما يسمح بتفحص ودراسة التموضع الجزيئي قبل اختراع التقنيات المطيافية.

## روابط خارجية
- إرفينغ لانغموير على موقع الموسوعة البريطانية (الإنجليزية)
- إرفينغ لانغموير على موقع مونزينجر (الألمانية)
- إرفينغ لانغموير على موقع إن إن دي بي (الإنجليزية)